# Boussole
Pour les articles homonymes, voir Boussole (homonymie).
Une boussole est un instrument de navigation constitué d’une aiguille magnétisée qui s’aligne sur le champ magnétique de la Terre. Elle indique ainsi le Nord magnétique, à distinguer du pôle Nord géographique. La différence entre les deux directions en un lieu donné s’appelle la déclinaison magnétique terrestre. Selon la précision requise, on s'accommode de cette différence ou on utilise un abaque de compensation. Observé depuis la France (en 2016), les deux directions sont sensiblement identiques.
Les lignes du champ magnétique terrestre sur lesquelles l'aiguille de la boussole s'aligne pointent sous terre au niveau des pôles nord et sud (et non pas à la surface). Dans l'hémisphère nord, l'extrémité nord de la boussole est donc attirée vers le bas. Pour compenser ce phénomène, l'extrémité sud de l'aiguille de la boussole est légèrement lestée.
Quand on utilise une boussole « hémisphère nord » dans l'hémisphère sud, l'extrémité sud de l'aiguille est attirée vers le bas par le champ magnétique, alors qu'elle est déjà pourvue d'un contrepoids. Résultat, la pointe sud de la boussole accroche sur le fond de la cavité dans laquelle elle est logée, et fonctionne donc beaucoup moins bien.
Une boussole fournit une direction de référence connue qui aide à la navigation. Les points cardinaux sont (dans le sens des aiguilles d’une montre) : nord, est, sud, et ouest. Une boussole peut être utilisée conjointement à une horloge et à une carte pour fournir une estimation de sa navigation.
En navigation terrestre, l'instrument utilisé est généralement désigné boussole. Elle est constituée d'une aiguille qui tourne devant des graduations solidaires de l'instrument, généralement tenu à la main, que l'on oriente suivant la direction voulue.
En navigation maritime et aérienne, ou sur un véhicule, on utilise de préférence un compas : c'est alors la partie mobile qui porte les graduations (parfois en sens inverse de celles d'une boussole). Elle tourne devant un repère fixe parallèle à l'axe du navire ou de l'aéronef, appelé ligne de foi, et donne directement le cap suivi.

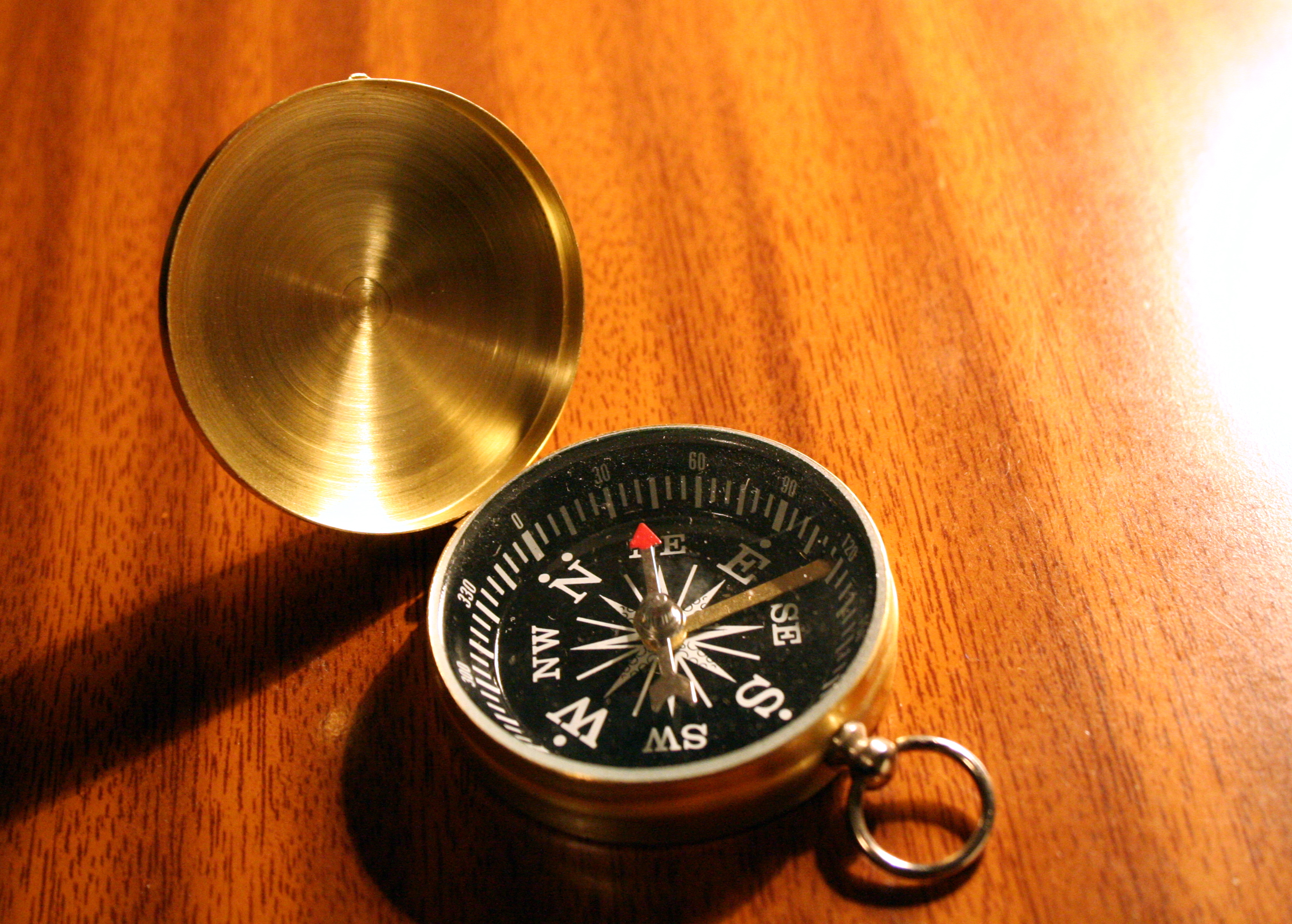
Une boussole de gousset.

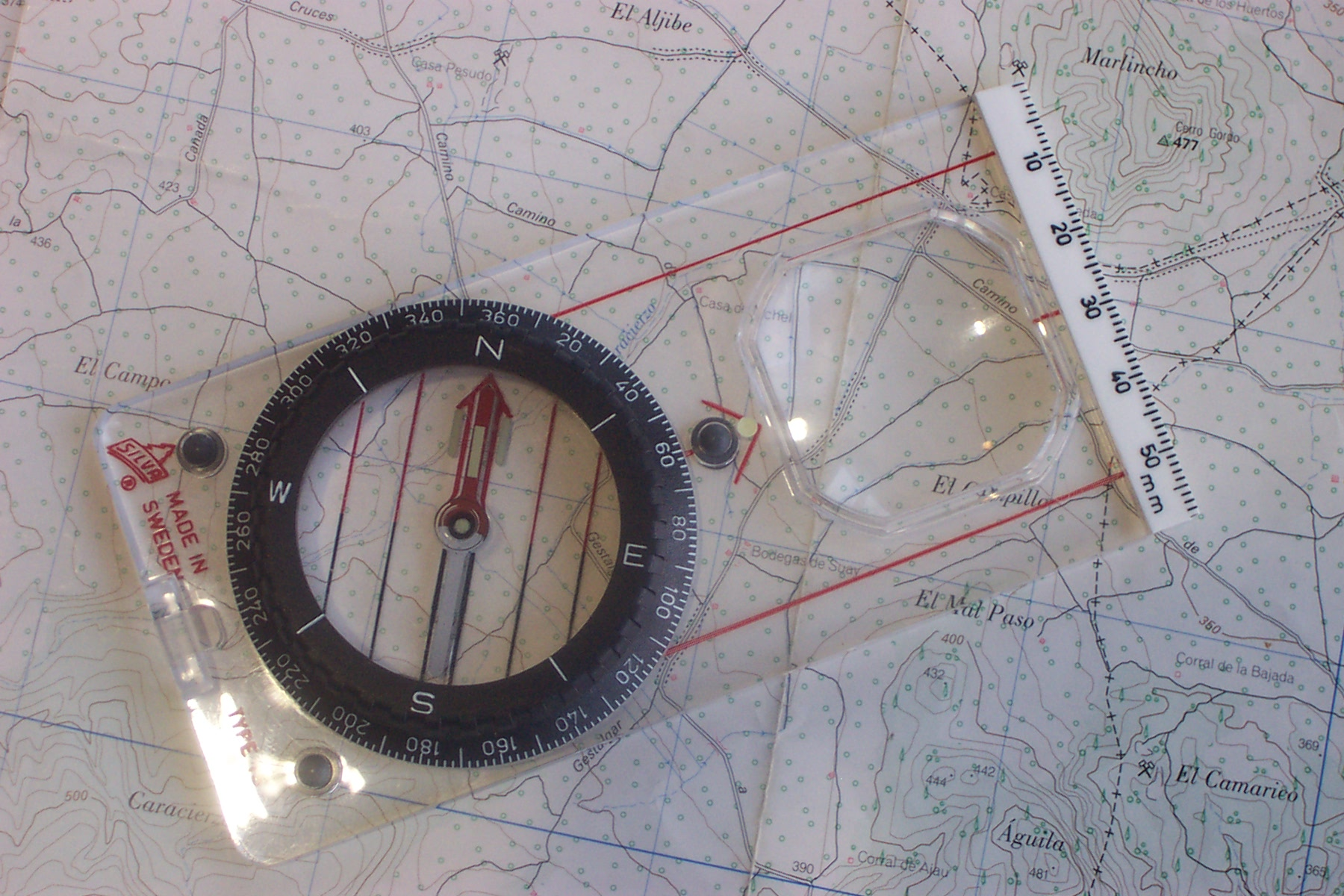
Boussole ultra-légère pour la course d'orientation.

## Principe physique
Une boussole peut être constituée de n’importe quel dispositif utilisant une aiguille magnétisée tournant librement sur un pivot, afin qu’elle puisse indiquer la direction du pôle Nord magnétique de la Terre.
La loi du magnétisme est telle que les pôles opposés s'attirent. Par choix de convention historique, le pôle Nord d'un aimant est celui qui pointe le Nord de la Terre. En conséquence, le pôle magnétique de la Terre à proximité du pôle Nord géographique (à l'époque de l'homme moderne) est un pôle sud au sens du magnétisme. Ce pôle est toutefois nommé « pôle Nord magnétique » parce que c'est plus intuitif pour un pôle qui donne approximativement le Nord géographique.
Autrefois, certaines boussoles étaient combinées avec un cadran solaire, lequel utilisait l’ombre portée d’une aiguille appelée style ou gnomon ou d’un triangle rabattable ; cette association permettait d’orienter le cadran et d’obtenir l’heure approximativement (cf. l’astrolabe).
Une boussole gyroscopique peut également être employée pour trouver le Nord géographique.
L’élément de base est une tige magnétique. On peut la réaliser en alignant une tige de fer ou d’acier sur le champ magnétique de la Terre et puis en la faisant chauffer puis refroidir (recuire) ou en la frottant. Cependant, cette méthode produit seulement un aimant de faible puissance ; aussi d’autres méthodes sont préférables.
Cette tige magnétisée (ou aiguille magnétique) est alors placée sur un support de friction quasi nulle qui lui permet de pivoter librement pour s’aligner sur le champ magnétique ambiant. On y appose alors une marque à une extrémité afin que l’utilisateur puisse distinguer les directions nord et sud. Une convention moderne veut que l’extrémité pointant vers le nord soit marquée d’une manière quelconque, souvent de peinture luminescente ou rouge.

## Historique

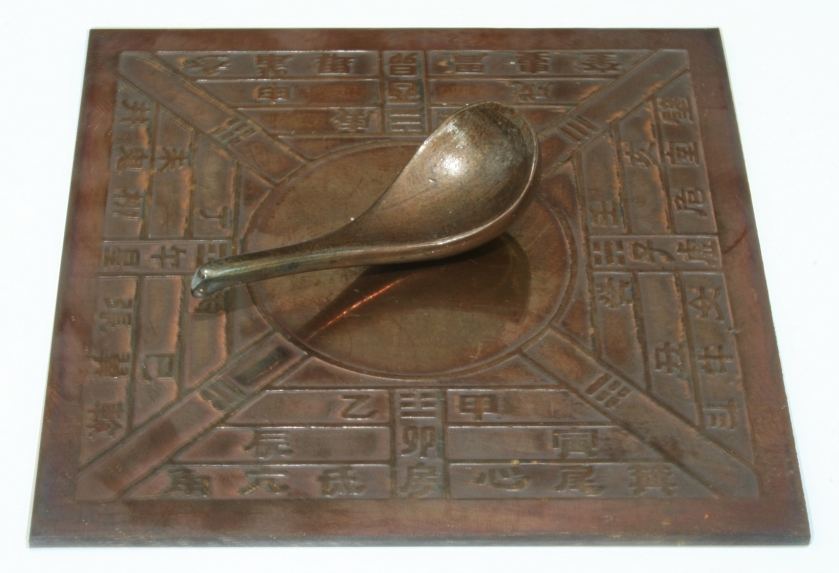
Maquette d'une cuillère indiquant le sud (appelée sinan) du temps des Han (206 av. J.-C. - 220 apr. J.-C.) (il y a quelques discussions sur l'existence historique de l'objet utilitaire correspondant)

### Extrême-Orient
La boussole est habituellement considérée d’origine chinoise. Une boussole, olmèque, beaucoup plus vieille aurait été trouvée en méso-amérique et datée du Xe siècle av. J.-C. environ. Il y a des désaccords sur la date précise à laquelle elle fut inventée. La première boussole chinoise n'était probablement pas conçue pour la navigation, mais consistait en une pierre d'aimant utilisée pour harmoniser l'énergie environnementale (le Qì 氣/气) selon les principes géomantiques du Feng shui. Il existe des références littéraires dignes d'attention qui mettent en évidence son antiquité :
- La première référence littéraire chinoise au « magnétisme » se trouve dans un ouvrage de Wang Xu (en) du IVe siècle av. J.-C. intitulé Livre du maître de la vallée du diable (鬼谷子) : « la magnétite fait venir le fer à elle, ou l'attire[3]». L'ouvrage précise également que des habitants de la cité-État de Zheng connaissaient leur position en utilisant la « flèche du sud » ; certains historiens des sciences considèrent qu'il s'agit du premier usage de la boussole en tant qu'instrument de navigation, d'autres pensent que cette flèche désigne en fait le chariot pointant le sud[4].

- La première mention de « l'attraction d'une aiguille par un aimant » se trouve dans un ouvrage chinois composé entre 70 et 80 apr. J.-C. (Lunheng ch. 47) : « La magnétite attire une aiguille » (de fer). Ce passage de Louen-heng est le premier texte chinois mentionnant l'attraction d'une aiguille par un « aimant[5]», mais il ne s'agit pas de l'orientation d'une aiguille libre selon le champ magnétique. En 1948, le savant Wang Chen Tuo construisit un « compas » sous la forme d'une cuillère indiquant le sud sur la base de ce texte. Cependant, « on ne trouve pas de mention explicite d'un aimant dans le Lunheng[1]».

- La première référence à un « instrument d'orientation » magnétique spécifique se trouve dans un livre écrit sous la dynastie Song et daté de 1040-1044. On y trouve la description d'un « poisson indiquant le sud » en fer, flottant dans un bol d'eau, et s'orientant vers le sud. Cet instrument est décrit comme un moyen de s'orienter « dans l'obscurité de la nuit ». Le Wujing Zongyao (武经总要, « Réunion des techniques militaires les plus importantes ») précise : « Quand les troupes devaient faire face au mauvais temps, ou à la nuit noire, et que l'on n'arrivait plus à s'orienter, (...) elles faisaient appel à un instrument mécanique pointant vers le sud, appelé aussi « poisson indiquant le sud »[6] »

- Vers 1080, Shen Kua dans son livre Mêng Chhi Pi Than (Essais sur le bassin des rêves) donne la toute première description précise d'une aiguille aimantée, suffisamment précise pour observer le phénomène de déclinaison magnétique. C'est le premier instrument a pouvoir être qualifié véritablement de boussole[pj 1]. « Les magiciens frottent la pointe d'une aiguille sur une pierre d'aimant, après quoi l'aiguille pointe vers le sud. ». Shen Kua recommande de suspendre l'aiguille à un fil de soie pure fraichement filée[pj 1].

- En 1116, Khou Tsung Shih décrit dans son livre Pên Tshao Yen I (Explication de la signification de la pharmacopée) une "boussole humide" : une aiguille flottant sur l'eau[pj 1].

- La première référence explicite à une boussole magnétique pour la navigation maritime se trouve dans le livre Pingzhou Ketan (萍洲可谈) de Zhu Yu de 1117[7]: « Le navigateur connaît la géographie, il observe les étoiles la nuit, il observe le soleil le jour ; quand le ciel est sombre et nuageux, il regarde la boussole ».

- En 1136, Chhen Yuan-Ching dans son livre Shih Kuang Chi (Guide à travers la forêt des affaires) décrit une "boussole sèche" : une tortue de bois contenant de la magnétite pivotant sur un bambou effilé[pj 2].

Ainsi, l'emploi d'un compas magnétique sur terre est attesté dès 1044 tandis que la preuve incontestable de son utilisation pour la navigation en mer date uniquement de 1117.

### Dans l'Iran antique
Dans les poèmes du Livre de Rois de Ferdowsi (l'épopée nationale des Iraniens, écrite entre environ 977 et 1010 de l'ère chrétienne), au cours d'une histoire mythique qui fait référence à une époque antérieure à 500 av. J.-C., il peut y avoir une mention d'un type de boussole (en utilisant une aiguille flottante sur l'eau) pour la navigation[source insuffisante]:
Où est le passage à travers cette mer ?

Il faut nous montrer le bon chemin.

Il lui dit : « Avec du fer de l'eau, 

Ni oiseau ni flèche ne peuvent passer. »"

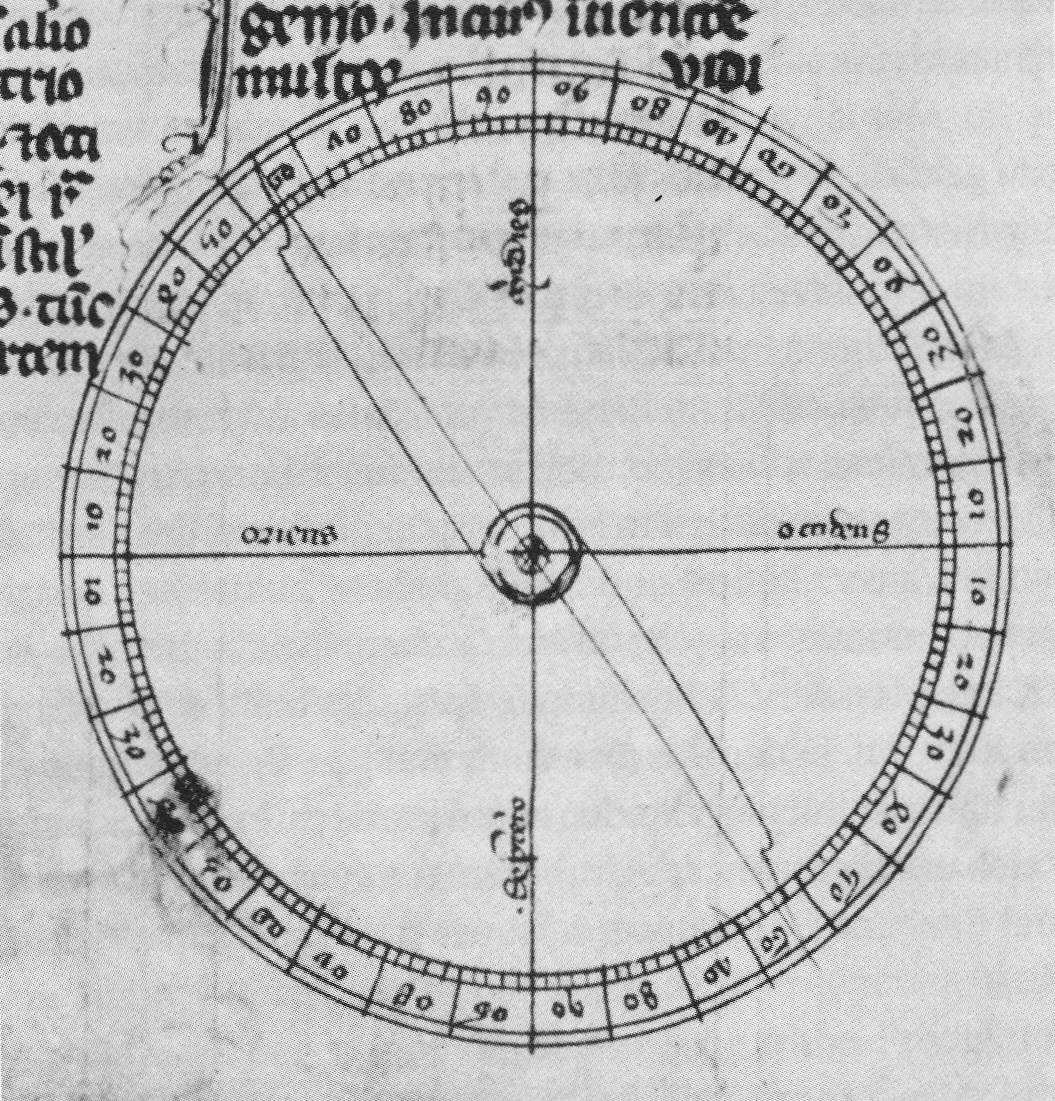
Représentation d'une boussole dans Epistola de magnete de Pierre de Maricourt, 1269

### Occident et Moyen-Orient
Les historiens débattent de la diffusion de la boussole après son développement en Chine et remettent en question le rôle d'intermédiaires joué par les Arabes. En effet, la première mention d'une aiguille aimantée et de son usage par les marins en Europe se trouve dans De naturis rerum (« De la Nature des Choses ») d'Alexandre Neckam publié en 1190 tandis que la plus ancienne référence à une boussole au Moyen-Orient se trouve dans un récit perse de 1232. La première référence arabe à une boussole, sous la forme d'une aiguille magnétisée dans un bol d'eau, vient du sultan et astronome yéménite Al-Ashraf en 1282. Il semble qu'il fut également le premier à l'avoir utilisée pour l'astronomie. Comme l'auteur affirme avoir vu une boussole être utilisée sur un navire environ quarante ans plus tôt, certains spécialistes font remonter la date d'apparition dans le monde musulman de la même durée.
L'invention de la boussole en Europe était attribuée à un Amalfitain nommé Flavio Gioja en 1300 ou 1302. S'il ne fait aucun doute que des boussoles étaient utilisées par les navigateurs européens dès cette époque, le nom de Flavio Gioja résulte d'une série de déformations et de mauvaises lectures de divers textes. Selon l'historien de la Marine française, Charles Bourel de La Roncière, « Flavio Gioja est un mythe, la date et le lieu de l'invention sont controuvés ». Au XIVe siècle, à Byzance, la boussole, introduite par des navigateurs italiens, était connue sous le nom de μαγνητική πυξίς / magnētikḗ puxís ; elle est mentionnée par Marc Ange dans le poème Éros qui date du XIVe siècle.
La boussole (surnommée la « marinette », désignée comme « ce morceau de fer qui se tourne vers l'étoile tramontane ») est mentionnée dès 1204 dans un ouvrage didactique : La « Bible » de Guiot de Provins. Elle est utilisée comme métaphore de l'attitude du bon chrétien qui doit se défier des faux prophètes et se tourner vers la vraie religion comme la boussole se tourne vers l'étoile polaire. Le texte de Guiot de Provins mentionne également la méthode pour magnétiser le fer ordinaire à partir d'un morceau de magnétite naturelle. La mention de la boussole dans ce type de texte permet de penser que la boussole et son usage étaient d'un usage naval relativement connu à l'époque.
Il faudra attendre 1600, pour que le phénomène du magnétisme soit mieux compris et plus exhaustivement décrit par William Gilbert dans son ouvrage De Magnete, Magneticisque Corporibus, et de Magno Magnete Tellure (Du magnétisme et des corps magnétiques, et du Grand Aimant Terre).

### Méso-Amérique
Une boussole olméque fait d'une tige de magnétite rainurée aurait été trouvée fin des années 1960 à San Lorenzo au Mexique par l'archéologue Michael D. Coe, identifiée, datée et testée en 1973 par John B. Carlson. On subodore que la boussole aurait servi pour l'observation via une fente, l'astrologie et/ou la géomancie.

## Boussoles de marine et compas de navigation

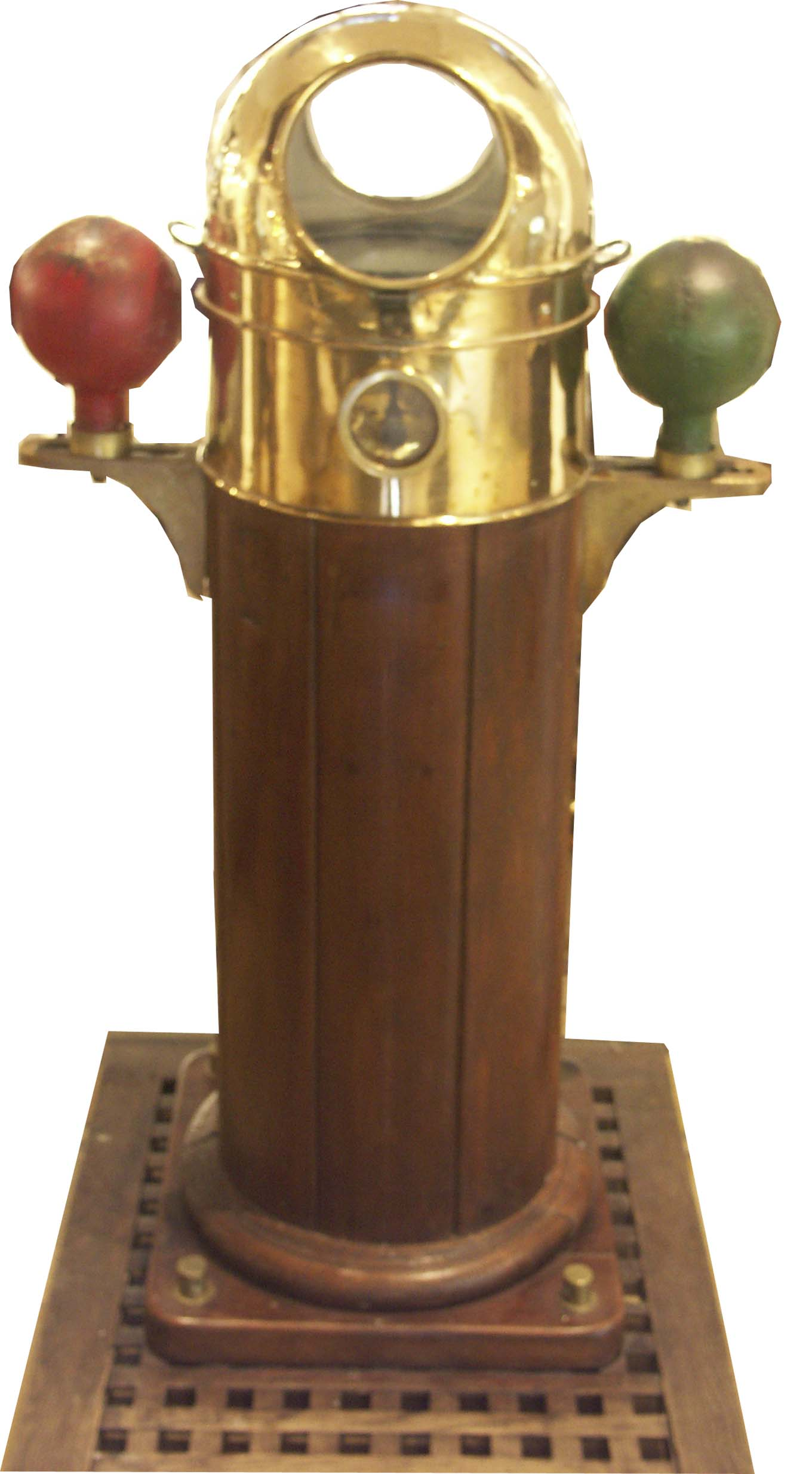
Habitacle de compas ancien d'un navire de la marine marchande (Musée de Toulon)

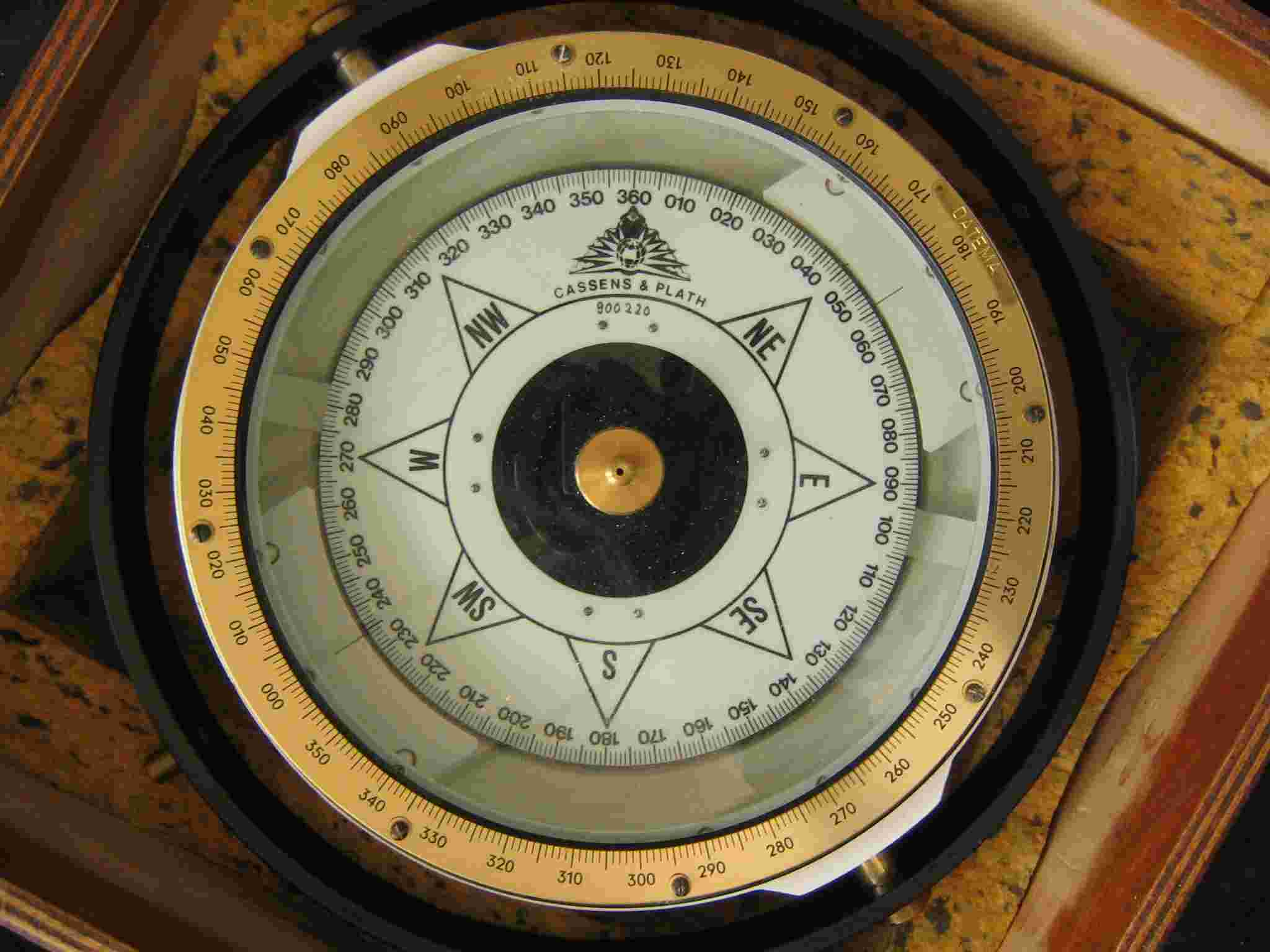
Compas de marine sur cardan (lecture par-dessus).

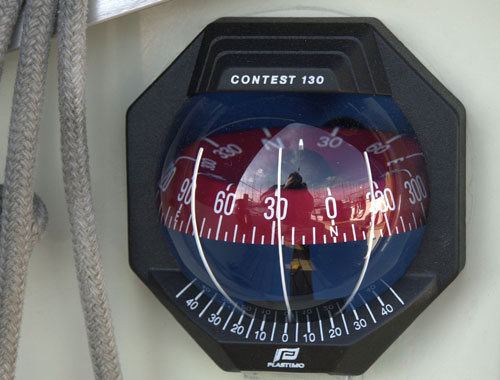
Compas de voilier à sphère (lecture latérale).

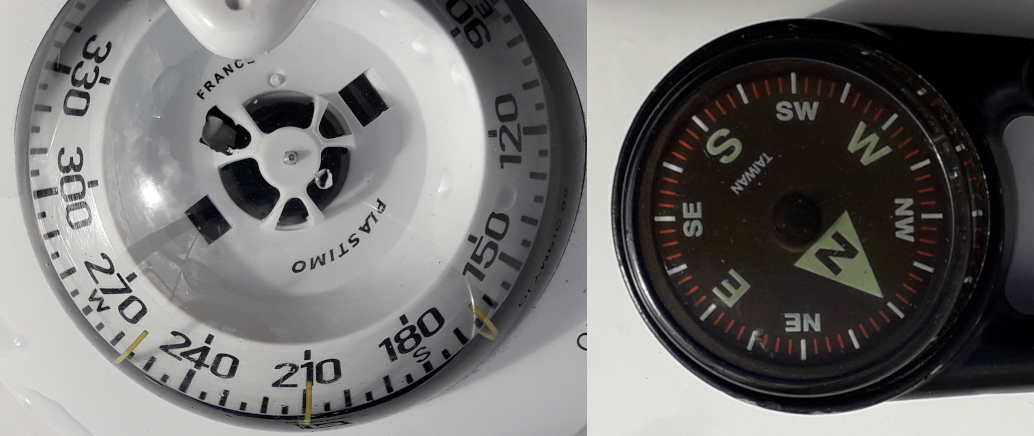
L'indication comparée d'un compas (à gauche) et d'une boussole (à droite). Sur le compas, l'observateur lit le cap (210, en bas à gauche de la photo). Sur la boussole, il lit la direction (SW : Sud-Ouest, en haut à droite).

Les boussoles de marine sont appelées communément compas. Elles sont de plusieurs types :
- fixée sur une paroi verticale pour permettre une lecture par le côté,
- placée dans un logement vertical pour permettre une lecture par-dessus,
- suspendue au plafond, dite mouchard et lisible par en dessous en position couchée.

Elles se composent généralement d’une capsule remplie d'un liquide qui freine les oscillations de l'équipage magnétique, c'est-à-dire une rose des vents plate ou en forme de sphère ou d'hémisphère graduée ; la viscosité du liquide force la rose (ou la sphère graduée) à s’arrêter rapidement sans osciller de part et d’autre du nord magnétique. Une ligne de foi, qui peut être une inscription sur la cuvette de boussole ou une petite tige fixe, indique l’axe longitudinal (direction de la marche) du bateau par rapport au cadran de la boussole.
Les compas contenant une rose des vents plate se trouvent dans une cuvette hermétiquement fermée par un couvercle de verre qui est articulée grâce à une suspension à cardan. Ceci garantit leur maintien en position horizontale quels que soient les mouvements du navire. La masse métallique des navires doit être prise en compte et les compas doivent être compensés par des spécialistes à l'aide de dispositifs spéciaux supplémentaires.
Le principal rôle du Compas est de déterminer le cap et la route suivie par le navire (la ligne de foi est dans l'axe de la coque), on parle alors de compas de route , situé en général près de la barre ou de la roue de gouvernail.
Cependant, une variante du compas muni d'un système de visée (le taximètre), (le cercle de gisement avec des pinnules) permet de déterminer le relèvement (ou le gisement) d'un amer . Un navigateur qui parvient à prendre les relèvements de deux (ou mieux trois) amers quasi simultanément peut, à l'aide d'un rapporteur spécial , (règle Cras ou équivalent) faire un point assez précis en traçant les relèvements des amers sur la carte.
De nos jours, il existe des compas de relèvement miniaturisés (le célèbre mini-Morin)d'un emploi très pratique et même des compas de relèvement intégrés dans l'optique de jumelles de marine ce qui améliore grandement l'identification correcte des amers  (la firme allemande Steiner s'en est fait une spécialité mais il existe des copies nettement moins onéreuses).
Pour être complet, il faut mentionner les compas dits  « tactiques » montés sur les tout petits voiliers (420, Laser, 505..etc) pratiquant la régate: Ils ne servent pas à déterminer le point et même si l'emploi comme compas de route est possible, leur principale utilité est de renseigner le barreur sur les variations du vent en particulier au louvoyage, lorsque le bateau navigue à un angle constant, déterminé par la limite du faseyement des voiles.
Le barreur dépourvu de repères à terre sur un grand parcours peut ainsi apprécier les adonnantes, les refusantes , les rotations continues ou les oscillations périodiques de la direction du vent et ainsi déterminer la route tactiquement la plus courte pour battre ses adversaires en virant de bord aux instants opportuns. Le plus connu est le compas magnétique tactique de la firme finlandaise Silva (une graduation spéciale permet de n'avoir qu'un chiffre à mémoriser) mais il existe désormais des compas tactiques digitaux, avec des fonctions mathématiques additionnelles, comme le compas électronique dit tack tick (du verbe to tack, virer de bord en anglais).
Les grands navires se fient plus précisément au compas gyroscopique ou plus récemment au compas satellitaire plutôt qu’à un compas magnétique pour la navigation, bien que la présence de ce dernier reste toujours obligatoire règlementairement.
En effet, le compas magnétique est perturbé par les masses métalliques et les courants électriques du navire. Mais il est nécessaire en secours en cas de coupure de courant électrique.
Le compas magnétique, gyroscopique ou satellitaire se voit fréquemment associé à un système de maintien automatique du cap (pilote automatique) et de navigation intégrée. Des compas électroniques vanne de flux (fluxgate (en)) sont de plus en plus souvent utilisés sur les voiliers, même de petite taille.

## Boussoles électroniques
Certaines montres et autres instruments de mesure possèdent une boussole à base de composants électroniques. Il s’agit généralement de deux ou trois capteurs de champ magnétique fournissant les données de base à un microprocesseur. Le calcul trigonométrique permet d’afficher le cap.
Souvent, le dispositif est un composant discret fournissant un signal (numérique ou analogique) proportionnel à son orientation. Ce signal est alors interprété par un contrôleur ou un microprocesseur et traité en interne ou transmis à un dispositif d’affichage .

## Navigation inertielle
La navigation inertielle (en anglais, inertial navigation system ou INS) est une technique utilisant des capteurs d’accélération et de rotation afin de déterminer le mouvement absolu d’un véhicule (avion, missile, sous-marin…). Elle a l’avantage d'être totalement autonome.

## Vers une «boussole quantique»?
Les technologies quantiques émergentes pourraient peut être aboutir à des boussoles quantiques, utilisables par diverses plates-formes maritimes et par les sous-marins (aujourd'hui dépendants des satellites en orbite pour maintenir leur cap), ce qui améliorerait leur quasi-invulnérabilité.
Elles permettraient une « navigation [Q]uantum », s'appuyant sur « nouvelle génération de technologies de navigation inertielle », de haute précision ne nécessitant pas de GPS, ce qui intéresse les militaires car les missiles et engins autonomes pourraient être mieux guidés, pour des frappes de précision notamment, et parce qu'en cas de guerre, les systèmes de positionnement spatiaux pourraient être facilement brouillés. De telles boussoles pourraient être associées à des gravimètres quantiques, détectant et mesurant finement les champs de gravité, et pouvant détecter les sous-marins ou cartographier les fonds marins plus précisément qu'aujourd'hui.

## Points de la boussole / Graduation
Traditionnellement, le cadran ou rose des vents est divisé en trente-deux points équidistants (appelés aires de vent ou quarts de vent ou simplement quarts ou encore rhumb, soit un intervalle angulaire de 11 degrés 15 minutes, noté 11° 15'), c'est-à-dire la trente-deuxième partie de 360 degrés. Les boussoles modernes sont graduées en degrés plutôt que points cardinaux.
Cette division par points cardinaux était autrefois commune sur certains compas de navigation maritime, où l’on divisait d’abord la rose des vents en huit vents (du nord, du nord-est, de l’est, etc.), et chacun de ces vents en quatre aires, pour un total de 32 parties.
Les quatre directions principales - est, ouest, nord et sud - sont les points cardinaux et les noms des autres sont dérivés de ces derniers (exemple : sud = 180°; sud-sud-est = 157° 30').
Il existe plusieurs systèmes de graduation pour les boussoles :
- Le plus connu est la division en 360 degrés.
- D’autres systèmes utilisent la division en 400 grades (gons) ou en 6400 mil angulaire.
- Les armées des pays de l’Est (ancien bloc soviétique) utilisent des boussoles graduées en 6000 millièmes qui les fait ressembler au cadran d’une horloge (60 unités), un angle droit mesurant 15 unités (photos : boussole à main de la NVA et boussole-bracelet russe). Elles sont parfois aussi graduées dans le sens anti-horaire (source: Compassipedia - voir liens externes).
- La Suède était le seul pays à utiliser dans son armée des boussoles graduées en 6300 millièmes.
- Certaines sont équipées d’un inclinomètre pour mesurer les angles verticaux et d’un niveau à bulle.

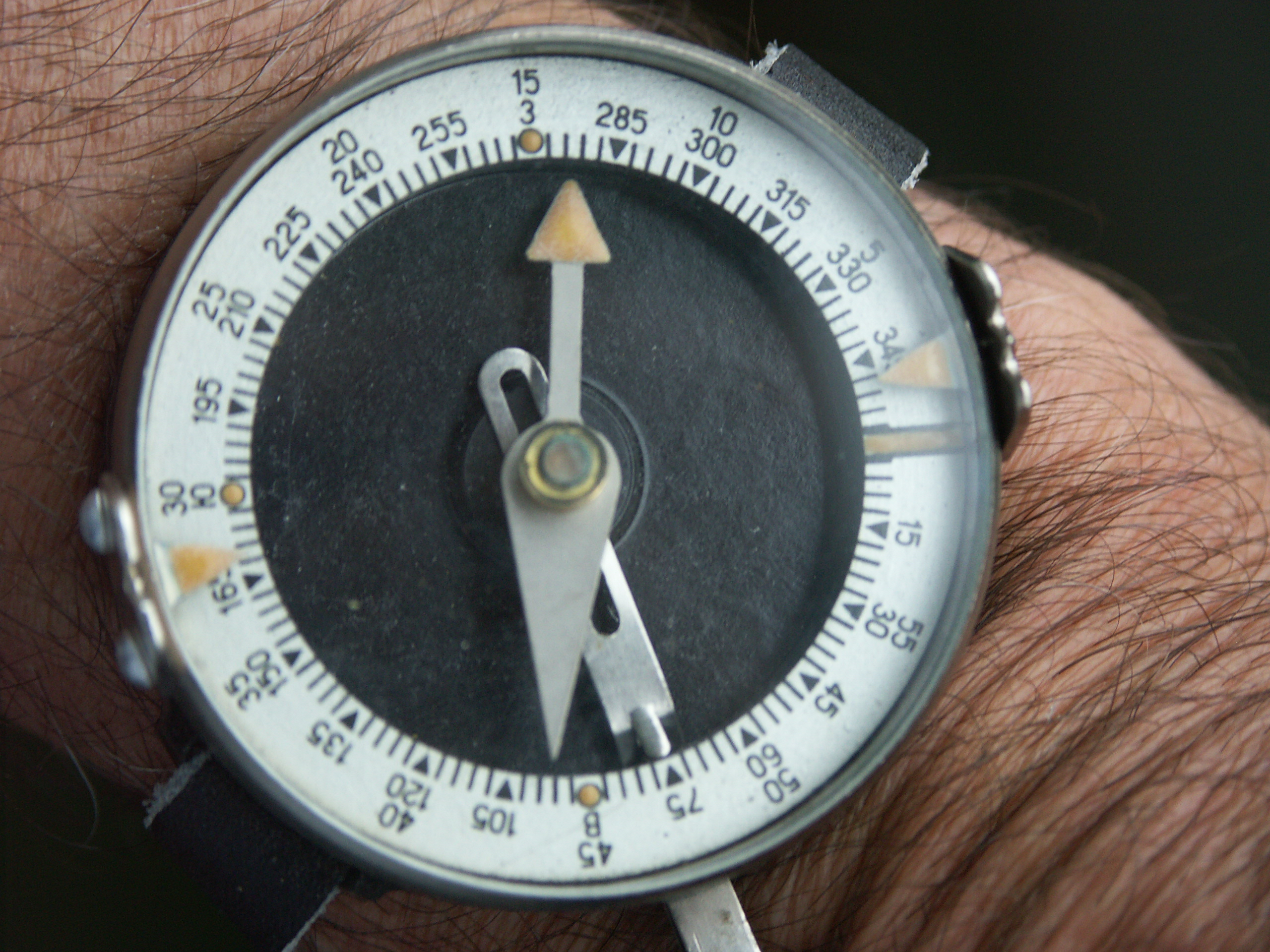
Boussole de poignet des fantassins de l’armée soviétique (sous les chiffres 15°, 30° et 45° de l’échelle extérieure en sens anti-horaire : les lettres cyrilliques 3 (zapad, ouest), Ю (youg, sud) et B (vostok, est).
Boussole de l’ancienne NVA de RDA graduée en 6000 millièmes (système utilisé par les pays membres du Pacte de Varsovie).
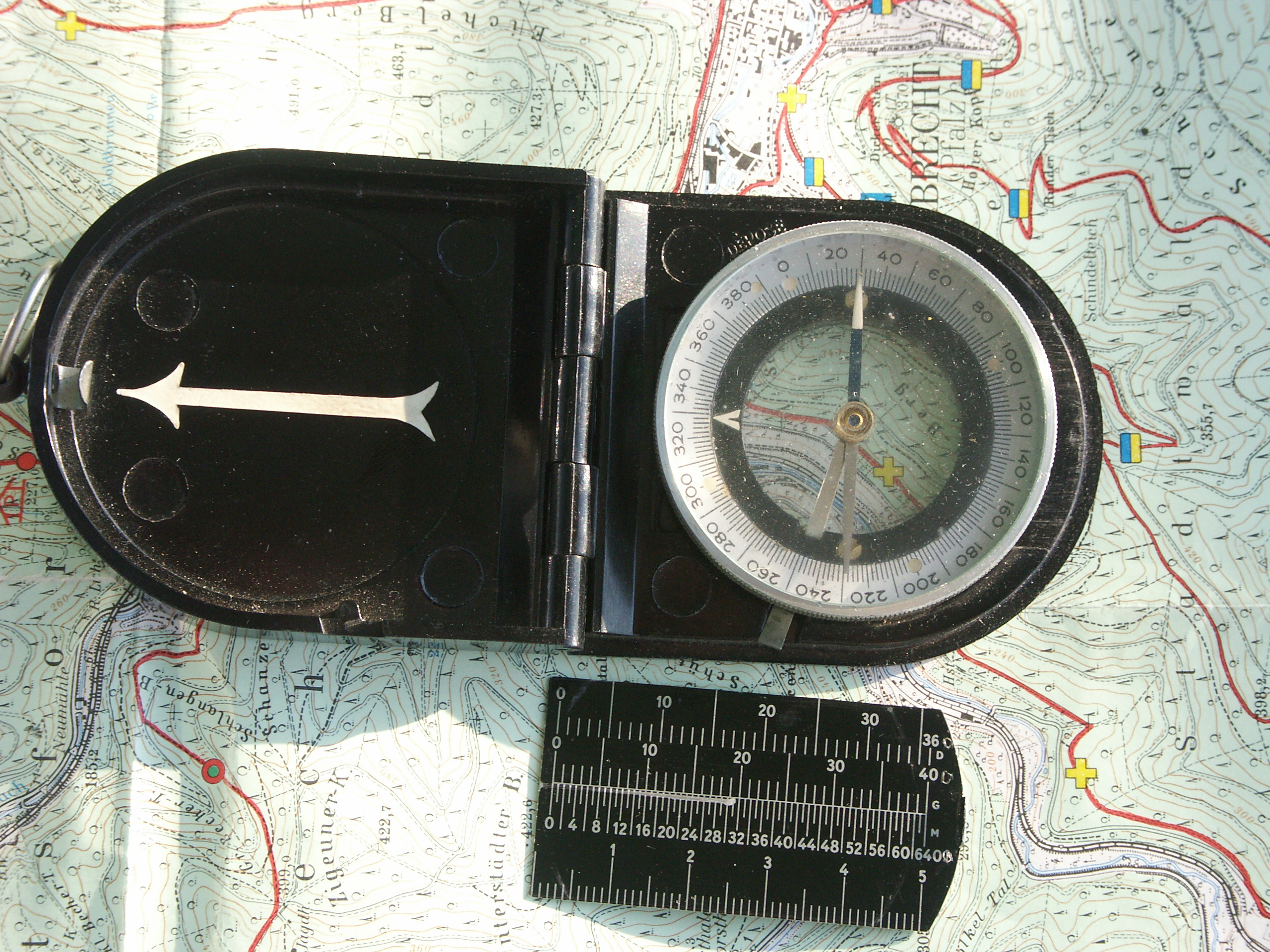
Boussole graduée en 400 gons (ou grades) avec table de conversion pour degrés (360), grades (400) et millièmes (6400).
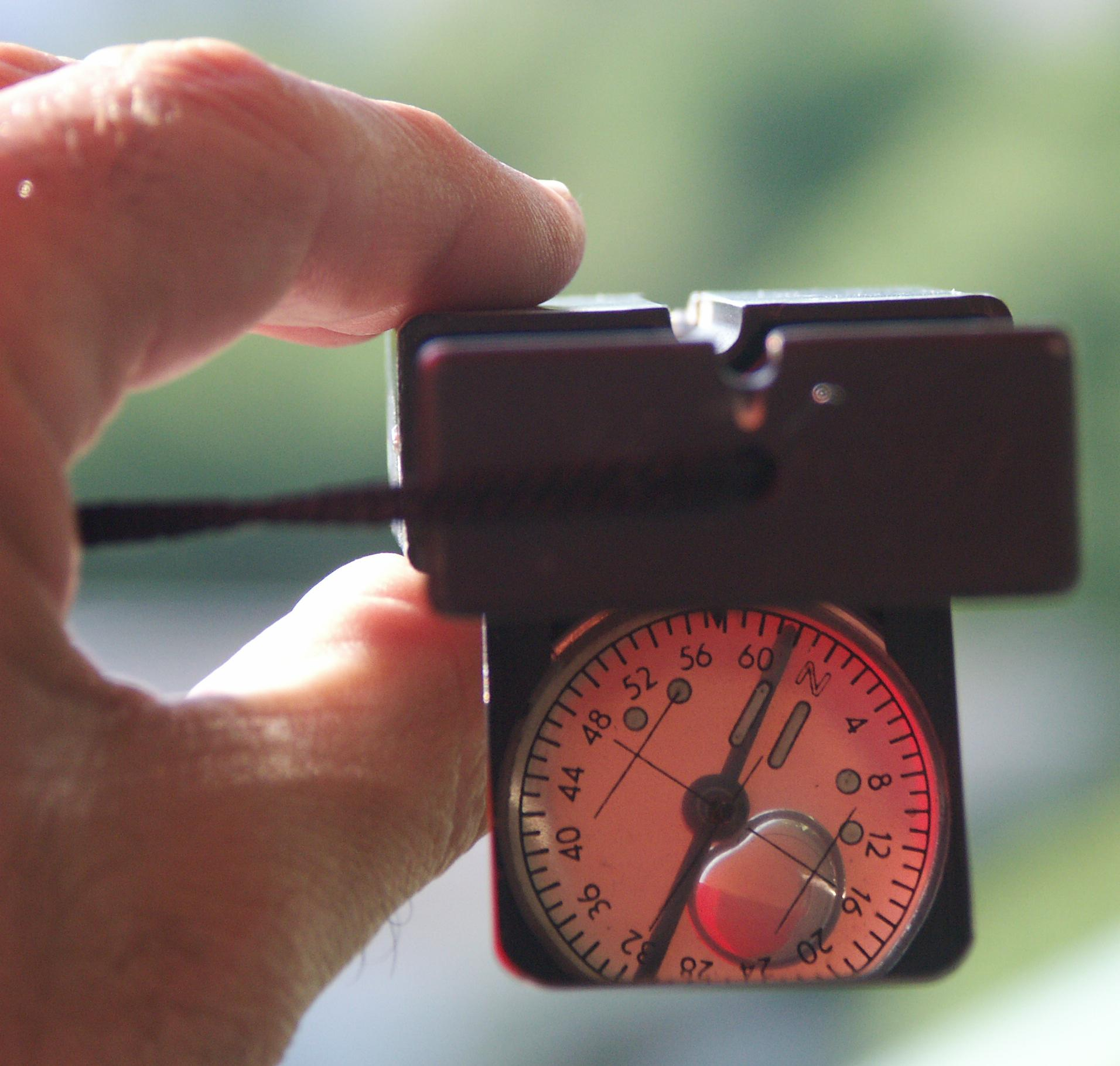
Boussole RECTA graduée en 6400 millièmes d’artillerie (système OTAN).

### Boussoles militaires

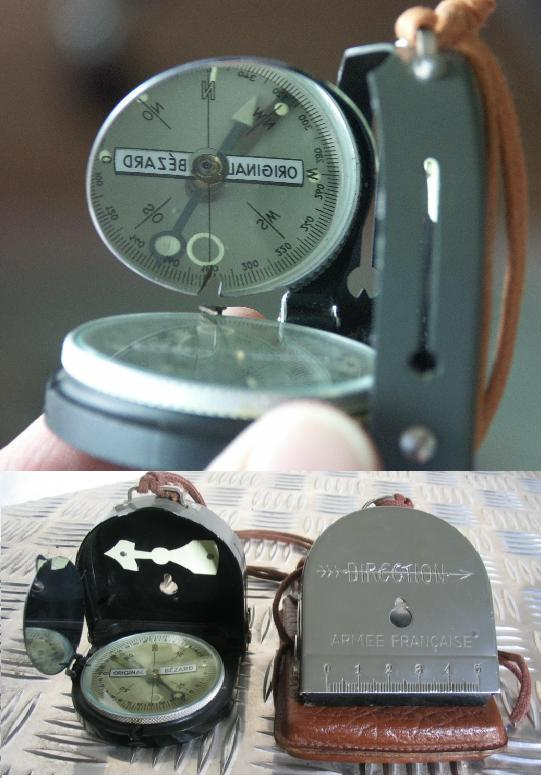
Boussole de type Bézard (Sté Lufft) de l’Armée Française (la visée s’effectue à travers les encoches du couvercle).

Chaque corps de métier utilise des boussoles spécifiques car celles-ci doivent satisfaire à des exigences différentes.

#### Fantassin
Le fantassin a besoin d’un modèle compact, léger et d’une solidité à toute épreuve.
Ce sont la plupart du temps des boîtiers métalliques repliables protégeant le verre et bloquant l’aiguille. La société allemande Lufft avait fabriqué dès le début du XXe siècle des versions évoluées de la boussole de type Bézard utilisée par les armées de nombreux pays européens dont la France (photo de gauche). La société suisse Recta (reprise par SUUNTO) avait développé un dispositif à tiroir particulièrement ergonomique (voir galerie).

#### Artillerie
L’artilleur a besoin de mesurer l’angle de site en plus de l’angle de gisement par rapport à une cible. Ces boussoles ont un inclinomètre et parfois un ou deux niveaux à bulle.
Certains systèmes à loupe et à prisme permettent de voir la rose du compas grossie en même temps que l’objet visé.

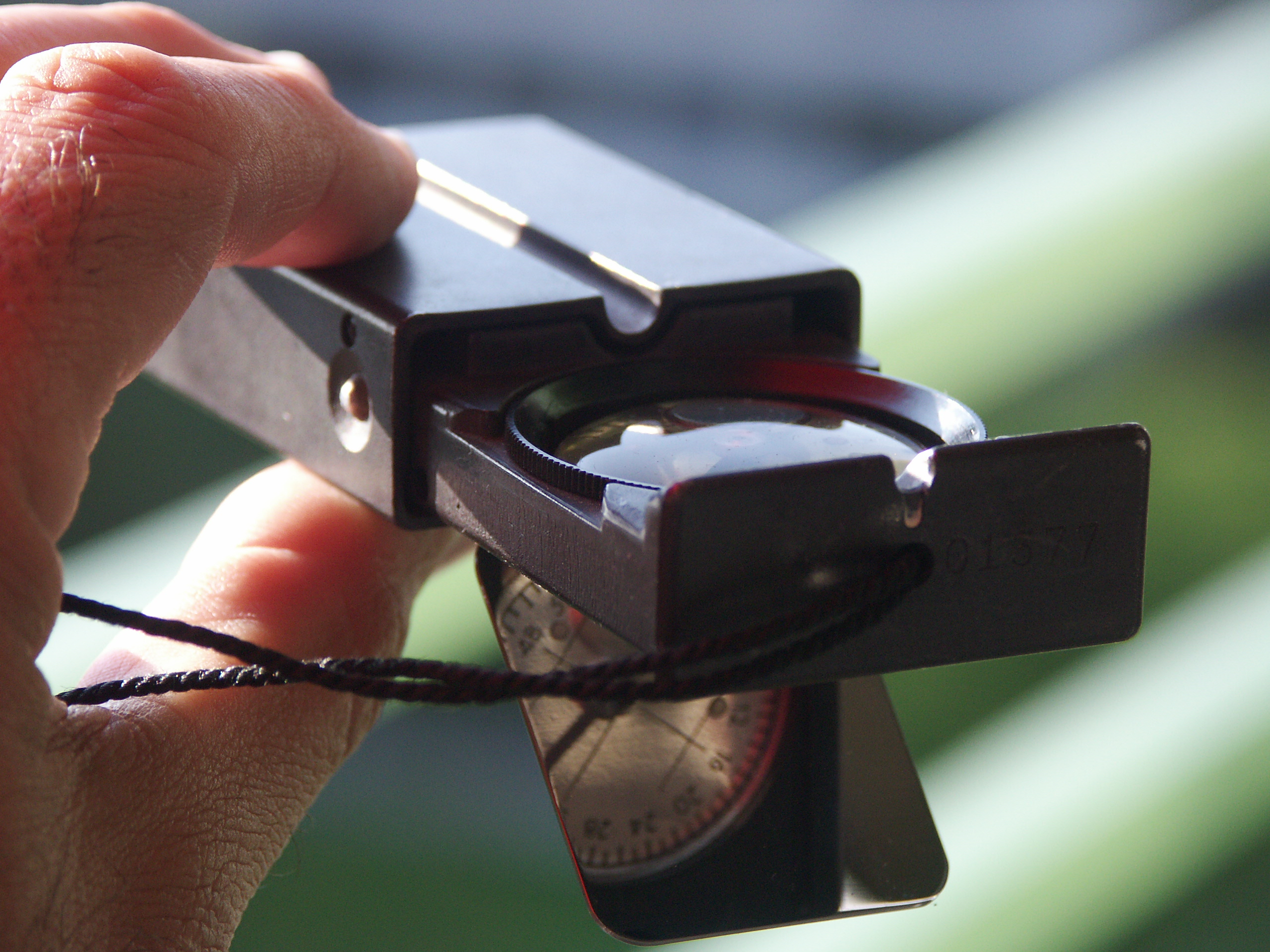
Boussole de l’armée suisse.
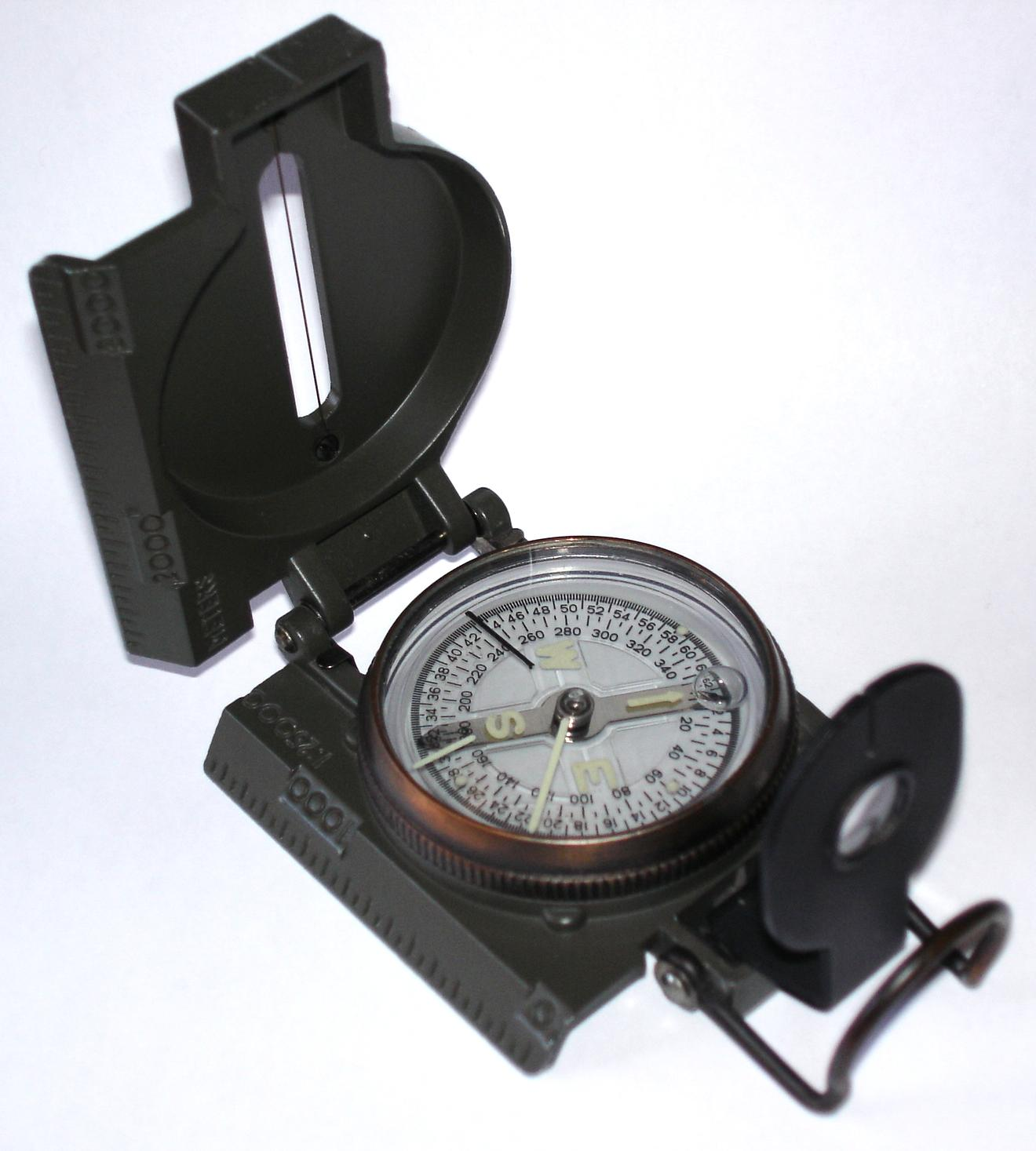
Boussole de fantassin américain à double graduation, en millièmes autour et en degré à l'intérieur.
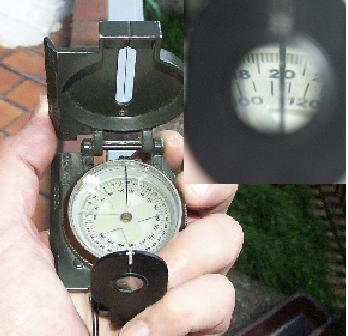
Visée (graduation vue au travers de la loupe).
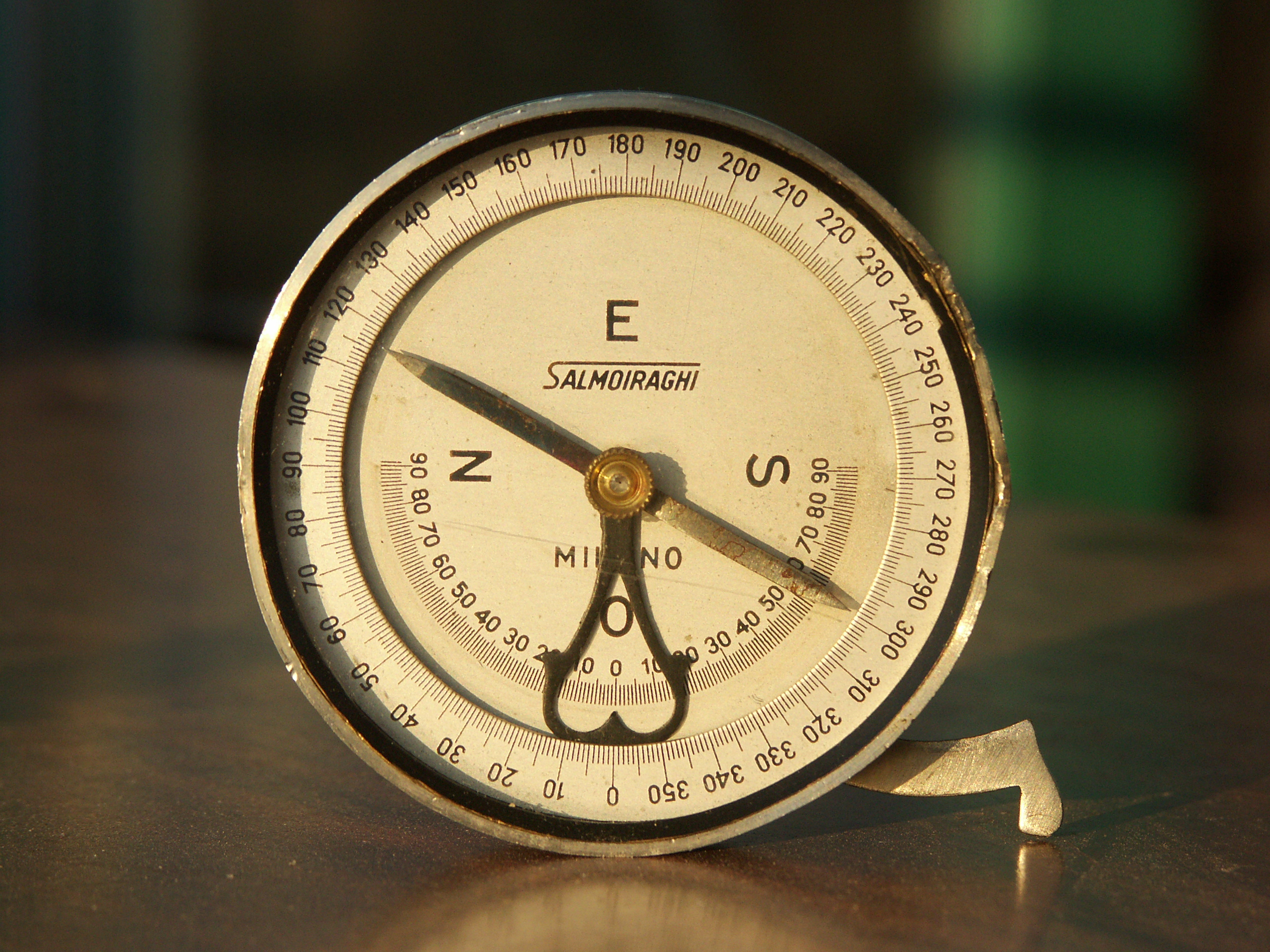
Boussole graduée en degré avec inclinomètre. L’ergot rabattable définit un plan tangent au boîtier en regard du point zéro.
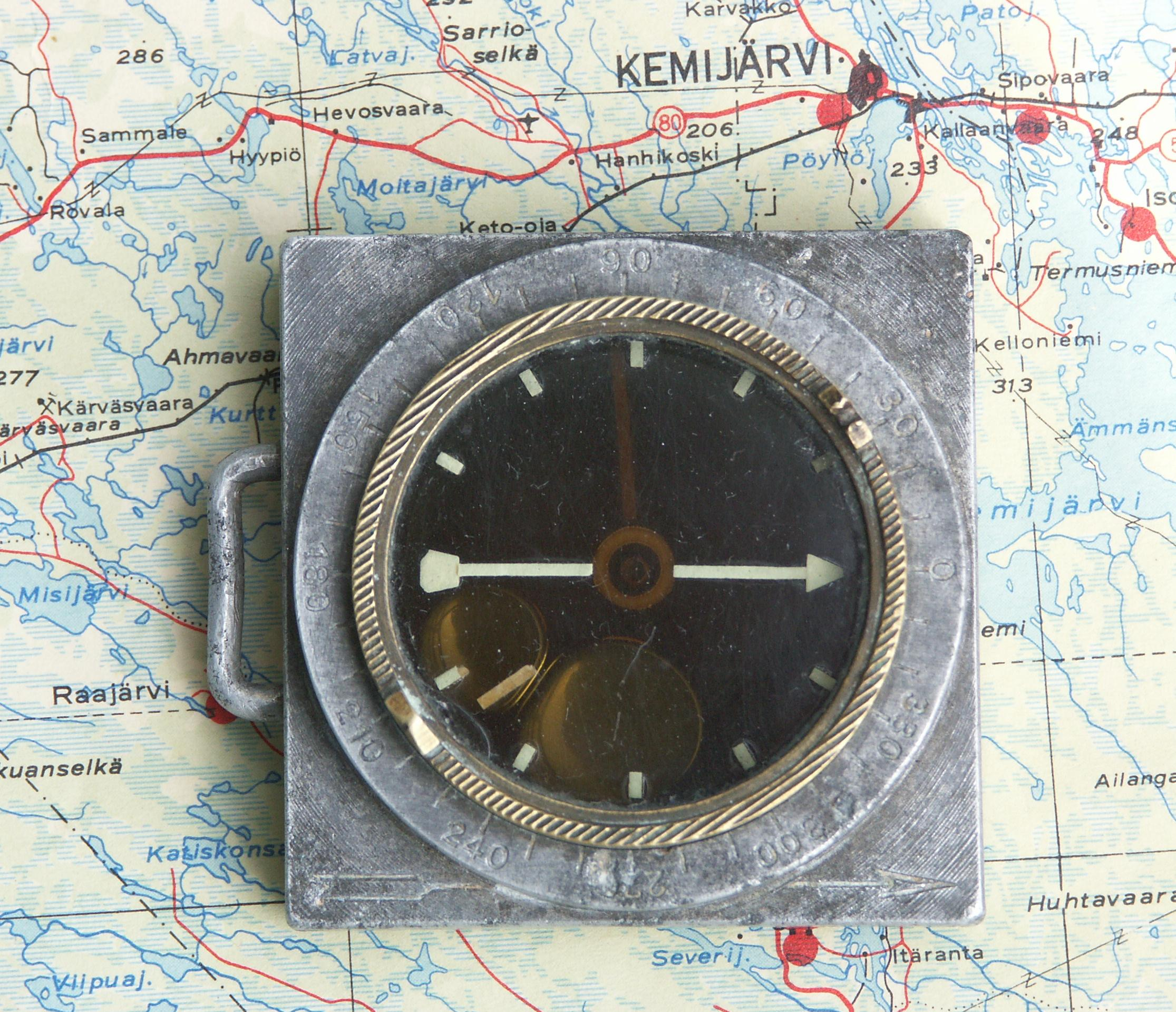
Boussole finlandaise (Physica A.B.).

## Utilisation de la boussole

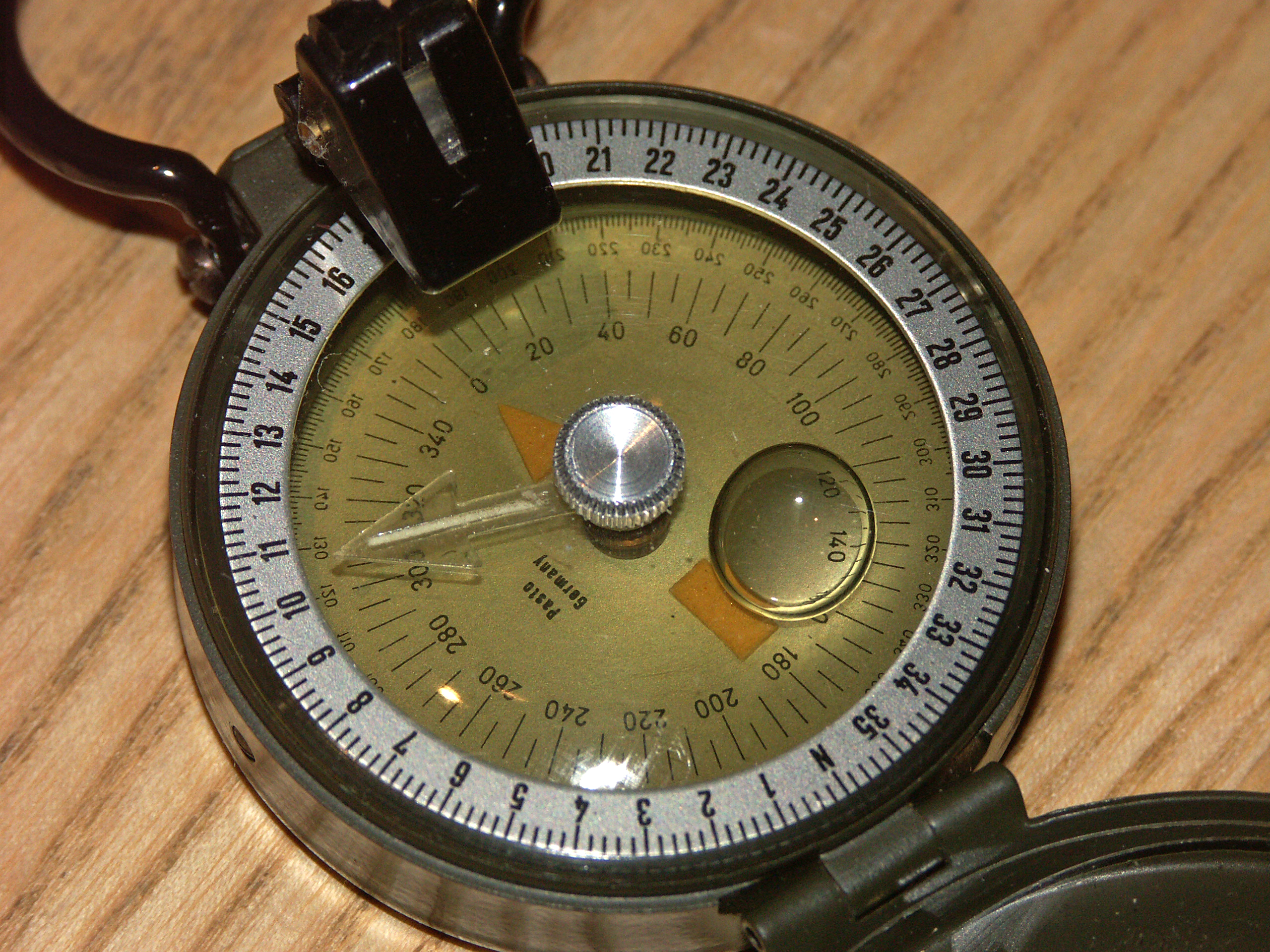
Boussole allemande de la société Pasto à prisme (échelles)

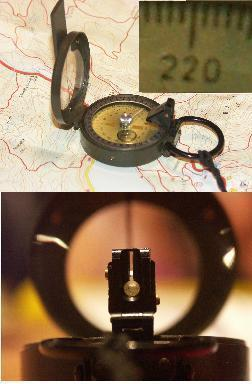
Boussole à prisme : visée 220° par l’oculaire

L'aiguille d'une boussole peut être déviée à proximité d'un fil électrique alimenté par une simple tension de quelques volts. Il faut donc s'assurer qu'aucun dispositif sous tension n'est dans les parages immédiats, ni aucun aimant.
D’autres caractéristiques communes aux boussoles modernes portables à la main sont une plaque de base équipée de règles graduées permettant de mesurer les distances sur les cartes, une lunette tournante pour mesurer l’angle formé entre le nord magnétique (voir déclinaison magnétique) indiqué par l’aiguille et la direction du point visé, et un miroir réfléchissant l’image de l’aiguille sur le cadran lorsque l’on vise un point repère. La plupart des boussoles possèdent aussi un système de visée composé d’un cran de mire et d’un guidon servant de collimateur ou bien d’un fil tendu dans un évidement, ou d’une ligne peinte ou tracée dans le couvercle. Certaines boussoles possèdent une aiguille aimantée supportant un cadran mobile (comme la rose des vents des compas de marine) et la lecture se fait alors automatiquement au moyen d’une ligne de foi tracée sur le verre (voir la photo de la boussole de l’armée américaine). Un troisième type de boussole, plus perfectionné encore, possède un prisme dirigé vers le bord extérieur du cadran et un oculaire dans lequel on peut directement lire la valeur d’angle (voir photos).
La boussole a plusieurs usages : navigation, artillerie, géodésie, etc. En navigation, elle peut servir à déterminer la position présente de l’utilisateur ou bien indiquer une marche à suivre.
- Dans le premier cas, l’utilisateur doit relever le gisement de points de repères (pont, clocher d’église, sommet de montagne etc.) visibles depuis l’endroit où il se trouve et comparer ses observations avec une carte. À cet effet, il orientera le dispositif de visée de sa boussole vers le point marquant choisi et tournera ensuite la lunette pour mettre le repère indiquant le nord magnétique en regard de la direction indiquée par l’aiguille, visible dans le miroir. L’observateur placera ensuite la boussole sur la carte (posée à plat et orientée vers le nord magnétique) et repérera la position du point marquant préalablement visé. Pour déterminer sa position par rapport à cet objet, il tracera une ligne droite partant du point marquant passant par le centre du cadran (point de rotation de l’aiguille) et fonction de l’angle mesuré. Une seconde ligne partant d’un autre point marquant visible et coupant la première permettra de déterminer la position présente avec plus de précision.
- Pour déterminer une marche à suivre (un cap), la manière la plus simple est de considérer tout d’abord que l’aiguille indique toujours la même direction, c’est-à-dire le nord. Si l’on note soigneusement les distances parcourues (temps et vitesse de déplacement) et les angles mesurés à chaque changement de direction, on peut tracer l’évolution de son propre itinéraire et revenir à son point de départ uniquement à l’aide d’une boussole seule (sans carte). Hormis les régions présentant une forte déviation magnétique (par ex. présence de métaux ferrugineux dans le sol) de 20 degrés ou plus, une boussole simple (de gousset) suffira sur courte distance pour éviter de marcher dans une direction entièrement fausse dans la mesure où le terrain est à peu près plat et aucun obstacle ne vient gêner la visibilité.

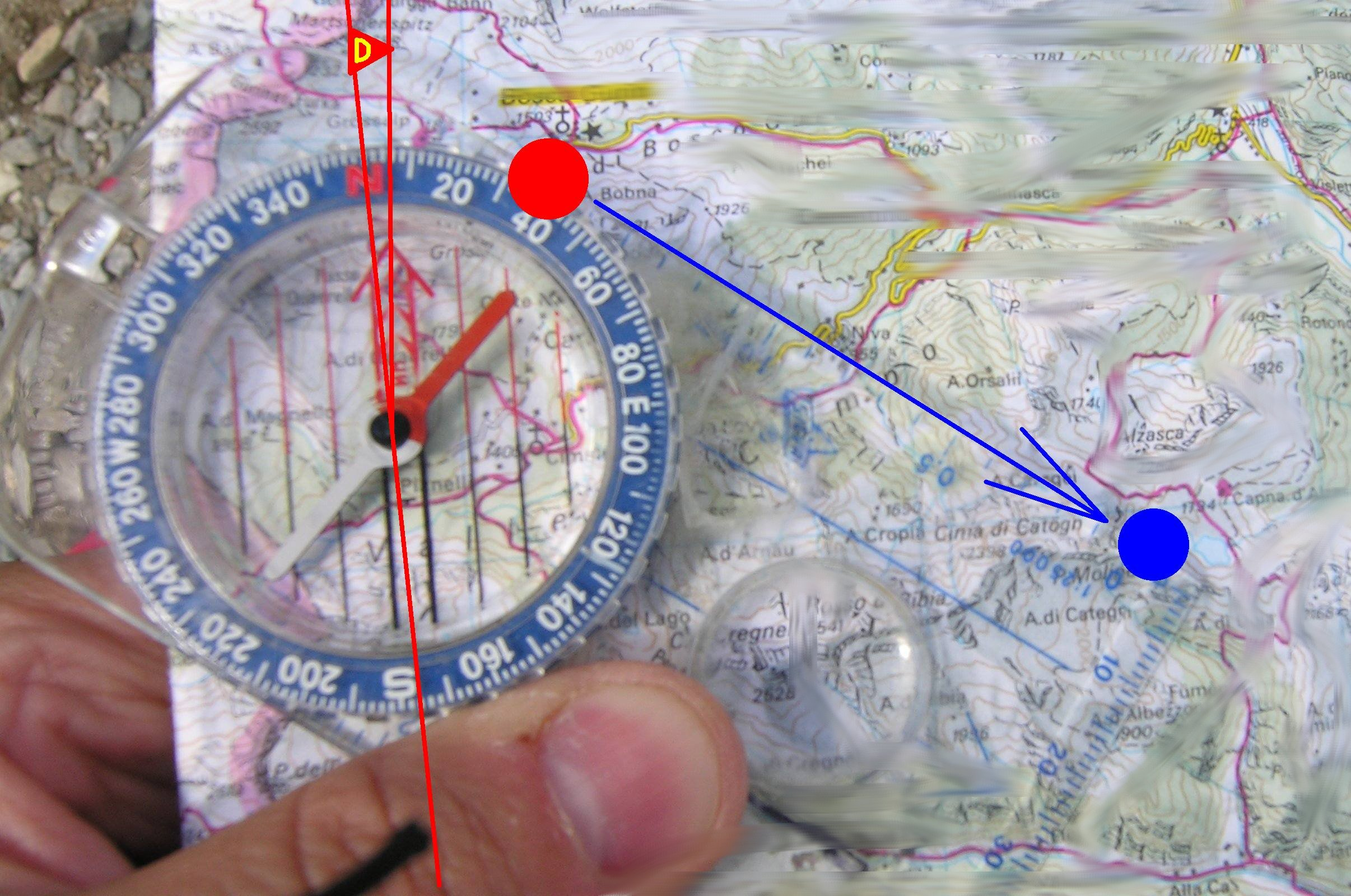
Orientation de la boussole sur la carte (D représente la déclinaison magnétique locale)

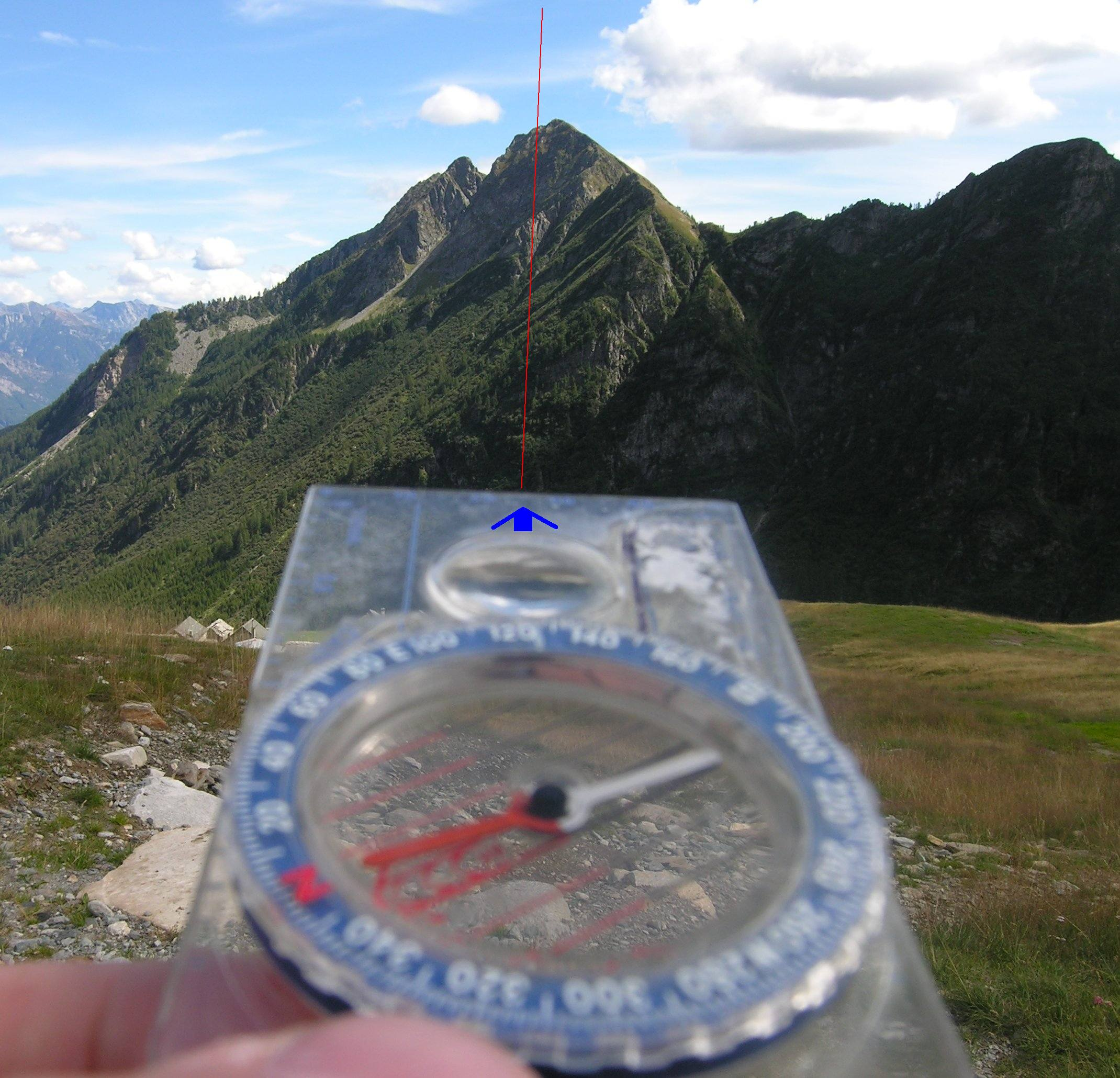
Lorsque l’aiguille est alignée sur la flèche du cadran, la valeur d’angle (ici en degrés) indiquée sur la lunette rotative de la boussole indique le relèvement (angle de gisement) du sommet, c’est-à-dire le cap à suivre pour s’y rendre directement, par exemple s’il disparaissait de la vue.

Si l’on utilise la boussole en liaison avec une carte, on doit alors appliquer une méthode entièrement différente. Il faut tenir compte de la déclinaison magnétique. Celle-ci variant en fonction de la position dans l’espace et du temps, il faudra éventuellement la calculer (ou la demander au club de randonnée local) pour déterminer combien de degrés mesure l’angle entre le nord magnétique (indiqué par l’aiguille) et le nord géographique (haut de la carte). Cet angle devra être pris en compte lors de la visée du point de repère.
Pour mesurer un angle vrai, c’est-à-dire par rapport au nord géographique et non pas au nord magnétique, par exemple à l’aide d’une boussole ayant un côté muni d'une réglette graduée, on placera le point zéro de la règle sur la position présente repérée sur la carte (préalablement orientée avec le haut vers le nord géographique) et on orientera la règle dans la direction de la destination souhaitée (certaines sources recommandent aux débutants pour plus de sécurité de tracer une ligne sur la carte). On tournera ensuite la lunette (supportant le cadran transparent de la boussole) pour orienter le zéro de la graduation angulaire vers le nord géographique en alignant les lignes parallèles sur les lignes nord-sud (longitude) ou sur le bord latéral de la carte. Le cap à suivre est alors indiqué sur la ligne de visée de la boussole. Tenir ensuite la boussole horizontalement au niveau des yeux et l’orienter de manière que l’aiguille reste en regard de la valeur d’angle correspondant au nord magnétique. L’axe longitudinal de la boussole (généralement matérialisé par une flèche) indiquera le cap à suivre.
Méthode simplifiée : (sans orienter la carte le haut vers le nord) on peut déterminer sur la carte sa position présente en fonction d’un point de repère visible dans le paysage en orientant sur ce dernier la flèche de visée de la boussole et en tournant la lunette de manière à aligner les lignes parallèles et l’aiguille. On placera ensuite sur la carte un coin de la boussole sur le point de repère visé et on la fera tourner jusqu’à ce que les lignes parallèles soient alignées sur les lignes de longitude (nord-sud) de la carte. Positionnez la boussole à hauteur de votre ventre afin de faciliter la lecture du cadran. La position présente se situe sur la règle graduée de la boussole ou dans son prolongement. Une seconde ligne tracée à partir d’un autre point de repère et coupant la première permettra de déterminer la position avec plus de précision.
Inversement, cette méthode est aussi applicable pour déterminer le cap à suivre. Placer d’abord la boussole sur la carte, le bord de la règle étant sur une ligne imaginaire reliant la position présente et le point zéro sur l’objectif à atteindre, sans tenir compte de l’aiguille. Tourner ensuite la lunette (supportant le cadran transparent de la boussole) pour aligner les lignes parallèles sur les lignes nord-sud de la carte (ou sur le bord latéral de la carte) en conservant le repère nord (zéro) du côté « nord ». L’angle ainsi défini par ces lignes et le côté du boîtier de la boussole correspond au sens de la marche à suivre par rapport au nord, matérialisé par la flèche de la boussole. En tenant la boussole au niveau des yeux (à bout de bras), se placer de manière telle que l’aiguille soit alignée sur les lignes parallèles et pointée vers le nord.
La photo montre un sommet visé à partir des indications de la carte.

## Dans la culture
- La théorie du Feng shui utilise aussi la boussole pour orienter les meubles dans un appartement (entre autres).
- Les Musulmans peuvent aussi rechercher la direction de la Mecque (appelée Qibla) pour la prière à l'aide de boussoles spéciales.
- L’astrologie chinoise combine une boussole et un animal, comme la tortue (symbole de longévité).

Boussoles magiques dans la fiction
- Boussole du capitaine Jack Sparrow dans Pirates des Caraïbes qui indique ce qu'il désire et non pas le nord[24].
- Boussole de Dingo et Mickey dans la bande dessinée La boussole du Grand Khan de Walt Disney qui téléporte son possesseur instantanément dans le lieu qu'il désire[24].
- Boussole de Lyra, dite aléthiomètre, indiquant la vérité dans La boussole d'Or (trilogie de Ph. Pullman, 1995)[24]

#### Ouvrages
- Pierre Juhel, Histoire de la boussole : l'aventure de l'aiguille aimantée, Quae, 2013 (ISBN 978-2-7592-1961-2, OCLC 862212690)

1. 1 2 3  p. 14
2. ↑  p. 15

#### Articles
- Théophile Pépin S., « Les origines de la boussole marine », Études,‎ 1897, p. 386 ; 479 ; 601 (lire en ligne)
- Li Shu-hua, « Origine de la Boussole », Isis, vol. 45, no 1,‎ 1954, p. 78–94 (ISSN 0021-1753, lire en ligne, consulté le 2 février 2021)
- Li Shu-hua, « Origine de la Boussole II. Aimant et Boussole », Isis, vol. 45, no 2,‎ 1954, p. 175–196 (ISSN 0021-1753, lire en ligne)

#### Bases de données et dictionnaires
- Notices dans des dictionnaires ou encyclopédies généralistes :   - Britannica
  - Den Store Danske Encyklopædi
  - Dizionario di Storia
  - Gran Enciclopèdia Catalana
  - Store norske leksikon
  - Treccani
  - Universalis
- Notices d'autorité :   - GND
  - Israël
  - Tchéquie